# Cegeka
Cegeka is een Europese aanbieder van IT-oplossingen, diensten en consultancy. Het bedrijf werd in 1992 opgericht en heeft datacenters in het Belgische Hasselt en het Nederlandse Geleen. Anno 2020 staat CEO Stijn Bijnens aan de leiding van de onderneming vanuit het hoofdkantoor in Hasselt. In 2020 telde de groep 5.000 medewerkers en behaalde het een geconsolideerde omzet van 640 miljoen euro.

## Geschiedenis
Het IT-bedrijf Cegeka is ontstaan als deel van het reconversieplan van de Kempische Steenkoolmijnen (KS). Het was oorspronkelijk een joint venture tussen CSC, investeringsmaatschappij Gimv en de KS. De naam Cegeka is afgeleid van de beginletters C, G en K van de stichters. In 1992 werd Cegeka opgesplitst: het rekencentrum ging verder onder de naam VCST Computer Services, de softwareafdeling met ongeveer 30 medewerkers werd overgenomen door IT-managers André Knaepen en Herman van Halen en ging verder onder de naam Cegeka. In 1996 kreeg Knaepen na een kapitaalsverhoging door VCST Special Products, waarin hij de meerderheid had verworven, de controle over Cegeka en werd het een familiebedrijf.
Cegeka groeide sterk door enkele overnames. In 1996 nam Cegeka het bedrijf ConnectIT over. In 2000 telde het bedrijf, dat via dochteronderneming Cegeka HealthCare Systems veel software aan ziekenhuizen levert, al 220 medewerkers. In 2003 werd het bedrijf door het weekblad Trends uitgeroepen tot Trends Gazelle. Het had een omzet van 22 miljoen euro en leverde software aan verschillende grote bedrijven. In 2004 sloot HostIT zich aan bij de Cegeka-groep en in 2006 volgende de belangrijke acquisitie van Ardatis, een onderneming gespecialiseerd in IT-oplossingen voor de sociale sector. In hetzelfde jaar, met intussen een omzet van 40 miljoen euro en een personeelsbestand van 350 medewerkers, kreeg het deze prijs opnieuw. Het had toen net het Antwerpse softwarebedrijf Cortex overgenomen. In 2009 werd Cegeka een belangrijke speler in Wallonië dankzij een participatie in NSI.
In 2010 ontving Cegeka de Ambiorixprijs van ondernemersorganisatie VKW Limburg. Dit is de belangrijkste onderscheiding die bedrijven in de provincie Limburg te beurt kan vallen.
In 2015 nam Cegeka Edan Business Solutions over, gespecialiseerd in ERP-oplossingen. Cegeka bleef niet enkel binnen de Belgische landsgrenzen actief. Zo nam het bedrijf in 2007 Databalk over. Later volgden onder meer in 2012 het bedrijf Inside in Roemenië en in 2014 Brain Force Software GmbH en Brain Force S.P.A, waardoor Cegeka actief werd in Duitsland, Italië, Tsjechië en Slovakije. In 2016 vergrootte het de voetafdruk in Italië, Oostenrijk en Duitsland dankzij de overname van Danube. Daarnaast richtte Cegeka en UZ Leuven met nexuzhealth een joint venture op.
Ook de Limburgse Reconversiemaatschappij (LRM) investeerde in Cegeka. Toen in 2014 de LRM uit Cegeka stapte had het bedrijf al meer dan 1500 medewerkers.
Begin 2019 werd André Knaepen als de nieuwe CEO van Cegeka opgevolgd door Stijn Bijnens. Bijnens was oprichter van Ubizen en CEO van de LRM. In datzelfde jaar ontving Stijn Bijnens als CEO van Cegeka de 25e Ondernemersprijs Herman Dessers van de werkgeversorgansiatie Voka – Kamer van Koophandel Limburg.
In 2020 nam Cegeka KPN Consulting over van KPN en werd zo een grote speler in de Nederlandse markt.
In december 2020 nam Cegeka een meerderheidsbelang in de Brugse netwerkspecialist Citymesh.
Oprichter en voorzitter van de Raad van Bestuur André Knaepen won in 2020 de award voor ICT Personality of the Year van het IT-blad Data News. Daarnaast sleepte hij in hetzelfde jaar de IT Lifetime Achievement-award van het IT-blad Computable.
In juni 2021 nam Cegeka het digitaal schoolplatform Smartschool over.
In oktober 2021 nam Cegeka cybersecurityspecialist SecurIT over, een IT-specialist op vlak van identiteits- en toegangsbeheer met hoofdkantoor in het Nederlandse Amsterdam.

## Awards
Cegeka heeft sinds zijn ontstaan heel wat prijzen in de wacht gesleept. Een overzicht:
- 2022: Stijn Bijnens: IT Person of the Year, een organisatie van Computable.

- 2021: Kristel Demotte: Global VP Data Solutions: genomineerd voor ICT Woman of The Year, een organisatie van DataNews.[16]
- 2021: Cegeka: Finalist Onderneming van het Jaar, een organisatie van EY.[17]
- 2021: nexuzhealth: Fast50 Award, Life Sciences & Health Care sector. Dit is een organisatie van Deloitte.
- 2020: André Knaepen: ICT Personality of the Year, een organisatie van DataNews[18]
- 2020: André Knaepen: IT Lifetime Achievement Award, een organisatie van Computable.[19]
- 2020: Cegeka: IT Project of the Year 'Groeipakket', een organisatie van Computable.[20]
- 2017: André Knaepen: Winnaar Herman Dessersprijs, een organisatie van Voka Kamer van Koophandel Limburg.[21]
- 2010: Cegeka: Laureaat Ambiorixprijs, een organisatie van ondernemersorganisatie VKW Limburg.

## 5G
In februari 2020 stelde Cegeka zich kandidaat voor een tijdelijke 5G-licentie. In maart 2020 was Cegeka een van de vijf bedrijven waaraan telecomregulator BIPT een tijdelijke 5G-licentie verleende. Het bedrijf werd met Etropia Investments als een outsider beschouwd ten opzichte van de drie grote mobiele operatoren Telenet, Proximus en Orange.
In mei 2020 kocht Cegeka de Waalse telecomoperator Gridmax over. Cegeka toonde reeds eerder interesse in de 3,5GHz-band en kreeg met de overname reeds toegang tot die spectrumband nog voor de klassieke telecomoperatoren.
In december 2020 nam Cegeka een meerderheidsbelang in de Brugse netwerkspecialist Citymesh, dat op zijn beurt een kapitaalverhoging kreeg. De veiling van het 5G-spectrum zal pas in in de zomer van 2022 plaatsvinden. Met de overname werd Cegeka de vierde mobiele operator, weliswaar enkel voor bedrijven.